# Anthony Shakir
Anthony „Shake“ Shakir (* 1966) ist ein US-amerikanischer Techno- und Houseproduzent aus Detroit. 

## Leben
Seit 1981 war er vor allem als „Wohnzimmerproduzent“ aktiv. 1988 war Shakir auf dem in Großbritannien veröffentlichten Sampler Techno: The New Dance Sound of Detroit vertreten, der Detroit-Techno in Europa zum ersten Mal bekannter machte. 1995 gründete er mit Claude Young das Label Frictional Recordings. 2004 wurde er in Deutschland durch seine Zusammenarbeit mit der Band F.S.K. auch außerhalb der elektronischen Musikszene bekannt.

## Diskografie (Auswahl)
Alben
- 2000: Anthony Shakir – Mr. Shakir's Beat Store (Klang Elektronik)
- 2004: F.S.K. meets Anthony „Shake“ Shakir – First Take Then Shake (Disko B)
- 2009: Anthony „Shake“ Shakir – Frictionalism 1994-2009 (Rush Hour; Compilation-Album)